# Spirídon Lebésis
Spirídon Lebésis (parfois Lempesis) (en grec moderne : Σπυρίδων Λεμπέσης, né le 30 mai 1987) est un athlète grec, spécialiste du lancer du javelot.

## Palmarès
| Date | Compétition                   | Lieu           | Résultat | Marque  |
| ---- | ----------------------------- | -------------- | -------- | ------- |
| 2009 | Jeux méditerranéens           | Pescara        | 2e       | 78,66 m |
| 2009 | Championnats d'Europe espoirs | Kaunas         | 3e       | 73,37 m |
| 2011 | Jeux mondiaux militaires      | Rio de Janeiro | 2e       | 76,35 m |
| 2012 | Jeux olympiques               | Londres        | 6e       | 81,91 m |
| 2013 | Jeux méditerranéens           | Mersin         | 3e       | 78,53 m |

## Records
| Épreuve           | Performance | Lieu    | Date        |
| ----------------- | ----------- | ------- | ----------- |
| Lancer du javelot | 83,02 m     | Nicosie | 19 mai 2012 |